# Eleições parlamentares na Bulgária em 2009
As eleições parlamentares búlgaras de 2009 foram realizadas em 5 de julho. As cadeiras de 240 deputados estavam em jogo no Parlamento.

## O pleito
Os 11.404 colégios eleitorais do país abriram às 6 horas fecharam suas portas às 19h locais.

Os únicos incidentes registrados dizem respeito a infrações mínimas que se limitam a atividades de propaganda eleitoral perto dos colégios ou pessoas que pedem aos eleitores informação sobre em que partido votaram. No total, 20 partidos e coalizões disputam os votos de cerca de 6,8 milhões de eleitores. Os favoritos são o direitista Cidadãos pelo Desenvolvimento Europeu da Bulgária, liderado pelo prefeito de Sófia, Boiko Borisov, e o Partido Socialista Búlgaro (BSP), liderado pelo primeiro ministro, Serguei Stanishev. Apesar de todos os partidos advertirem em suas mensagens eleitorais que a compra de votos é crime, várias investigações jornalísticas revelaram que, em alguns lugares do país, emissários dos partidos ofereceram aos cidadãos entre 25 e 50 euros por voto. A ONG "Transparência Sem Limites" anunciou que mais de 415 mil búlgaros venderam seu voto, principalmente por motivos de pobreza.

## Resultados e participação

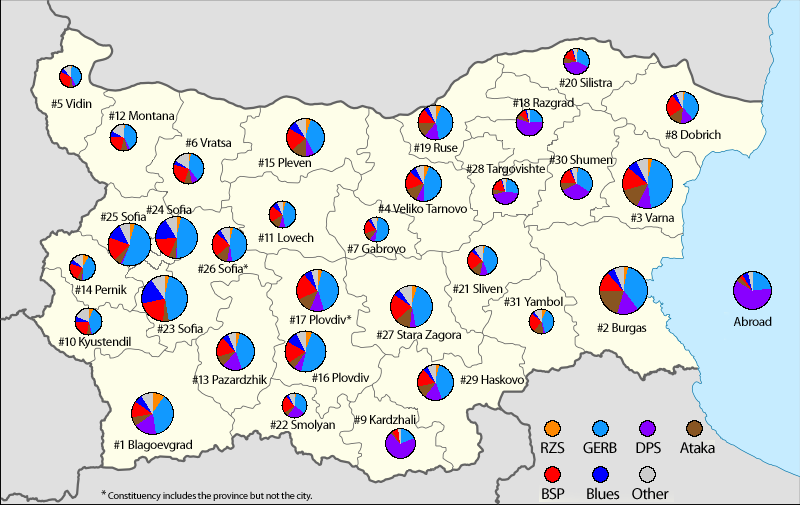
Mapa do país com a porcentagem de cada legenda no Parlamento.

Segundo os dados informados, a participação média chegava a 10% até as 10h, quatro horas depois da abertura dos colégios eleitorais. O fluxo de eleitores em Sófia a partir desta hora aumentou e formaram-se filas de pessoas esperando em frente a vários colégios eleitorais. Segundo as previsões de várias agências sociológicas, a participação ficou entre 55% e 60%.
Segundo as pesquisas de boca-de-urna, o Gerb obteve entre 38% e 41% dos votos, o que lhe daria até 117 cadeiras, ficando a apenas quatro da maioria absoluta. Já o BSP obteve apenas 17% dos votos e 41 cadeiras.

## Tabela de resultados
| Partidos                | Partidos                                          | Nº Votos  | % Votos | +/-  | Nº Deputados | +/-  |
| ----------------------- | ------------------------------------------------- | --------- | ------- | ---- | ------------ | ---- |
|                         | Cidadãos pelo Desenvolvimento Europeu da Bulgária | 1 678 583 | 39,7%   | Novo | 117 / 240    | Novo |
|                         | Partido Socialista Búlgaro e aliados              | 748 114   | 17,7%   | 13,3 | 40 / 240     | 42   |
|                         | Movimento pelos Direitos e Liberdades             | 592 381   | 14,0%   | 1,2  | 37 / 240     | 3    |
|                         | União Nacional Ataque                             | 395 707   | 9,4%    | 1,3  | 21 / 240     | =    |
|                         | Coligação Azul                                    | 285 671   | 6,8%    | 7,3  | 15 / 240     | 22   |
|                         | Ordem, Lei e Justiça                              | 174 570   | 4,1%    | Novo | 10 / 240     | Novo |
|                         | LIDER                                             | 137 795   | 3,3%    | Novo | 0 / 240      | Novo |
|                         | Movimento Nacional pela Estabilidade e Progresso  | 127 470   | 3,0%    | 16,9 | 0 / 240      | 53   |
|                         | Outros                                            | 67 702    | 1,6%    |      | 0 / 240      |      |
| Votos inválidos         | Votos inválidos                                   | 96 856    | 2,2%    | 0,5  |              |      |
| Total                   | Total                                             | 4 323 050 | 100%    |      | 240          |      |
| Eleitorado/Participação | Eleitorado/Participação                           | 7 129 965 | 60,6%   | 4,8  |              |      |